# Stovall
Stovall é uma cidade  localizada no estado norte-americano de Carolina do Norte, no Condado de Granville.

## Demografia
Segundo o censo norte-americano de 2000, a sua população era de 376 habitantes.
Em 2006, foi estimada uma população de 389, um aumento de 13 (3.5%).

## Geografia
De acordo com o United States Census Bureau tem uma área de
2,7 km², dos quais 2,7 km² cobertos por terra e 0,0 km² cobertos por água. Stovall localiza-se a aproximadamente 139 m acima do nível do mar.

## Localidades na vizinhança
O diagrama seguinte representa as localidades num raio de 24 km ao redor de Stovall.